# Instituto de Ingeniería (UNAM)
El Instituto de Ingeniería de la Universidad Nacional Autónoma de México (IIUNAM) es uno de los 24 institutos de investigación científica de la UNAM, además de educación de posgrado. Está conformado por alrededor de 216 investigadores y técnicos académicos, y más de 600 estudiantes, además de trabajadores administrativos, lo que totaliza unas mil personas. Los proyectos realizados en el IIUNAM están orientados a dar solución a problemas generales de la Ingeniería. El instituto colabora con entidades públicas y privadas, como ICA, CONAGUA, CFE, PEMEX, entidades de gobierno tanto federal como estatal, entre otras, proporcionando servicios a diversos sectores de la sociedad regional.
Se encuentra ubicado en Ciudad Universitaria, en Ciudad de México, y cuenta con una superficie total de 124 500 metros cuadrados. La componen 18 edificios y 24 laboratorios. Cuenta con dos unidades foráneas, la Unidad Académica Juriquilla, fundada en 2007, y la Unidad Académica Sisal, fundada en 2009.

## Historia
El Instituto tiene su origen en la década de 1940, cuando se planteó la necesidad de crear un instituto que se dedicara a la investigación y el desarrollo de la ingeniería en México. Tuvo su primer intento de formación en 1944, cuando el Consejo Universitario acordó su creación, aunque la escasez de recursos retrasó este proyecto por más de una década. No fue hasta 1955 que se creó oficialmente el Instituto de Ingeniería, A.C., gracias a la iniciativa de un grupo de universitarios, liderados por ingenieros destacados como Nabor Carrillo, Javier Barros Sierra y Bernardo Quintana.
En sus primeros años, el Instituto de Ingeniería se centró en la investigación y el desarrollo de la ingeniería civil, con un enfoque en la construcción de infraestructura nacional, como presas, carreteras y aeropuertos. La primera fuente de financiamiento del Instituto fue la empresa ICA, que también proporcionó técnicos y ejecutivos para trabajar en el Instituto. ICA financió el Instituto en su totalidad durante el primer año, disminuyendo su aporte gradualmente en los años siguientes, con el objetivo de transferir los costos de investigación al sector público. A partir de 1960, la mayoría de los costos de investigación fueron asumidos por organismos gubernamentales como la Secretaría de Obras Públicas (actualmente SICT), la Comisión Nacional de Irrigación (posteriormente Secretaría de Agricultura y Recursos Hidráulicos) y la Comisión Federal de Electricidad.
En 1956, se integró a la Facultad de Ingeniería de la UNAM y se estableció en Ciudad Universitaria. El primer edificio del Instituto fue el sótano del Instituto de Geología, que actualmente es ocupado por el Centro de Enseñanzas de Lenguas Extranjeras de la UNAM. La nave Raúl Sandoval Landázuri fue la primera construcción específica para el Instituto, alojando laboratorios de ingeniería estructural e hidráulica.
Actualmente, el IIUNAM ha diversificado sus disciplinas y áreas de investigación. Los cuatro principales grupos de investigación del Instituto incluyen la ingeniería estructural, que abarca desde sismología y geotecnia hasta normas constructivas urbanas; la ingeniería hidráulica y ambiental, que incluye dinámica de fluidos y biorremediación; la ingeniería electromecánica, que abarca automatización e instrumentación; y la ingeniería de computación, con enfoques en manejo de bases de datos, redes, inteligencia artificial y telecomunicaciones.

## Directores
| Director                                 | Período                              |
| ---------------------------------------- | ------------------------------------ |
| Fernando Hiriart Balderrama              | enero de 1956 - enero de 1959        |
| Emilio Rosenblueth Deutsch               | febrero de 1959 - julio de 1966      |
| Roger Díaz de Cossío                     | agosto de 1966 - junio de 1970       |
| Daniel Ruiz Fernández                    | junio de 1970 - junio de 1974        |
| Daniel Resendiz Nuñez                    | junio de 1974 - septiembre de 1982   |
| Luis Esteva Maraboto                     | septiembre de 1982 - febrero de 1991 |
| Roberto Magallanes Negrete (interino)    | febrero de 1991 - abril de 1991      |
| José Luis Fernández Zayas                | abril de 1991 - mayo de 1999         |
| Francisco José Sánchez Sesma             | mayo de 1999 - abril de 2003         |
| Sergio Manuel Alcocer Martínez de Castro | mayo de 2003 - octubre de 2007       |
| José Alberto Escobar Sánchez (interino)  | noviembre de 2007 - febrero de 2008  |
| Adalberto Noyola Robles                  | febrero de 2008 - febrero de 2016    |
| Luis Agustín Álvarez Icaza Longoria      | febrero de 2016 - 2019               |
| Rosa María Ramírez Zamora                | enero de 2020 - Actual               |

## Organización
El Instituto está organizado en subdirecciones: Hidráulica y Ambiental; Estructuras y Geotecnia, Electromecánica y Unidades Académicas Foráneas que realizan investigación coordinada:
- Eléctrica y Computación
- Geotecnia
- Ingeniería Ambiental
- Sistemas Mecánicos, Energéticos y de Transporte
- Ingeniería Estructural
- Hidráulica
- Ingeniería de Procesos Industriales y Ambientales
- Electrónica
- Ingeniería Sismológica
- Unidad de Instrumentación Sísmica
- Unidad Académica Juriquilla Querétaro
- Unidad Académica Sisal Yucatán